# Liua shihi
Liua shihi é uma espécie de anfíbio caudado pertencente à família Hynobiidae.